# Пуркуа Па? (барк)
«Пуркуа́ Па?» (фр. Pourquoi Pas? «Почему бы <и> нет?») — трёхмачтовый барк, построенный в 1908 году во Франции для океанографа Жана-Батиста Шарко, который с 1908 по 1910 год совершил на нём свою вторую антарктическую экспедицию. Корабль потерпел крушение 16 сентября 1936 года у побережья Исландии. Из сорока человек на борту выжил только один.

## История

### Постройка — Антарктическая экспедиция
В 1903 году океанограф Жан-Батист Шарко возглавил французскую антарктическую экспедицию на трёхмачтовой шхуне «Француз» (фр. Français). Экспедиция продлилась около двух лет, в течение которых Шарко исследовал и описал около 1000 километров береговой линии (помимо прочего, он дал название морю Беллинсгаузена); из экспедиции он привёз 75 ящиков описаний и различных предметов, ставших впоследствии экспонатами парижского Музея естественной истории. В 1907 году Шарко начал планировать новую антарктическую экспедицию и для неё на верфи в Сен-Мало заказал новое судно. Это был трёхмачтовый барк, предназначенный для полярных экспедиций, снабжённый двигателем и имевший три лаборатории и библиотеку. Барк, получивший название «Пуркуа Па?», был спущен на воду 18 июля 1908 года. Вторая антарктическая экспедиция Шарко продлилась с 1908 по 1910 год. Члены экспедиции вернулись во Францию в 1910 году с новыми научными открытиями — были исследованы острова Земля Грейама и Земля Александра I, между этими островами был открыт пролив, который назвали в честь русского ученого-океанографа Ю. М. Шокальского. Также экспедицией был обнаружен неизвестный ранее остров, который назвали в честь отца начальника экспедиции — врача Жана-Мартена Шарко.

### 1911—1936
После окончания второй арктической экспедиции Шарко, в 1911 году, «Пуркуа Па?» был передан Высшей практической школе, где он стал плавучей лабораторией, а сам Шарко стал директором этой школы. В 1912—1913 годах судно находилось в ведении Управления торгового флота и на нём практиковались курсанты. С началом Первой мировой войны судно стало базой для обучения вахтенных начальников в городе Лорьян. Начиная с 1918 года, судно вновь было исследовательским: начиная с этого года и по 1925 Шарко участвовал на нём в различных научных миссиях в Северной Атлантике, Ла-Манше, Средиземном море и на Фарерских островах, главным образом с целью изучения подводной литологии и геологии, а 1926 исследовал восточное побережье Гренландии, где нашёл множество окаменелостей и ценных образцов насекомых и растений. В 1928 году «Пуркуа Па?» приступил к поискам французского гидросамолета «Латам-47» (Latham 47) с норвежским исследователем Руалем Амундсеном на борту, который, в свою очередь, искал итальянского генерала Умберто Нобиле, пропавшего при попытке пересечь Северный полюс на дирижабле «Италия». В 1931—1933 годах «Пуркуа Па?» в рамках программы Второго Международного полярного года совершил плавание в водах Гренландии. В 1934 году Шарко на «Пуркуа Па?» был в этнографической экспедиции в Гренландии во главе с французским этнографом и исследователем Полем-Эмилем Виктором, который провёл год в Ангмагссалике, живя среди эскимосского населения. В 1935 году Шарко на «Пуркуа Па?» вернулся туда, чтобы найти Виктора и троих его компаньонов, и начал картографирование этих регионов.

### Крушение
Осенью 1936 года, после выполнения исследовательской миссии, «Пуркуа Па?» возвращался в Гренландию, чтобы доставить научный материал миссии Виктора, которая только что прошла через ледяные щиты за 50 дней. 13 сентября барк остановился в Рейкьявике, чтобы пополнить запасы. Два дня спустя, 15 сентября, был взят курс на Францию, но 16 сентября судно попало в шторм и потерпело крушение на рифах у берегов Исландии. Погибли все члены экипажа, включая самого Шарко, за исключением мастера рулевого управления Эжена Гонидека. 

## Память
В честь потерпевшего крушение судна были названы мыс Пуркуа Па в Антарктике и остров Пуркуа Па там же.

## Галерея
- Масшатабная модель «Пуркуа Па?», находящаяся в океанографическом музее Монако
- Спуск «Пуркуа Па?» на воду
- Жан-Батист Шарко на палубе «Пуркуа Па?»
- Путь, пройденный «Пуркуа Па?» в Антарктике (маршрут второй Французской Антарктической экспедиции под руководством Жана-Батиста Шарко)
- «Пуркуа Па?» в Антарктике (вторая Французская Антарктическая экспедиция под руководством Жана-Батиста Шарко)
- «Пуркуа Па?» в городе Гавр
- «Пуркуа Па?» в городе Гавр
- Место крушения «Пуркуа Па?»